# Sinești (gmina w okręgu Jałomica)
Sinești – gmina w Rumunii, w okręgu Jałomica. Obejmuje miejscowości Boteni, Cătrunești, Hagiești, Lilieci, Livedea i Sinești. W 2011 roku liczyła 2972 mieszkańców. 